# Yvonne Prévost
Yvonne Prévost (* 8. Juni 1878 in Dinard; † 3. März 1942 in Paris) war eine französische Tennisspielerin.
Prévost gewann 1900 die Französischen Tennismeisterschaften in Paris und löste damit ihre Landsfrau Adine Masson ab, die die ersten drei Ausgaben des Turniers gewonnen hatte. Sie gewann bei den Olympischen Spielen 1900 in Paris die Bronzemedaille für den zweiten Platz im Dameneinzel. Im Finale verlor sie gegen die Britin Charlotte Cooper in zwei Sätzen mit 1:6, 4:6. Ebenfalls Bronze holte sie im Mixed mit ihrem Doppelpartner, dem Iren Harold Mahony, als sie ihre Halbfinalpartie mit 2:6, 4:6 verloren. 1902 und 1903 gewann sie die ersten beiden Ausgabe des Mixed-Doppels der späteren French Open.
1905 heiratete sie den Diplomaten Auguste Boppe und spielte fortan nicht mehr kompetitiv.
Ihr Name wurde lange als Hélène Prévost falsch überliefert.